# Foltermuseum Oude Steen

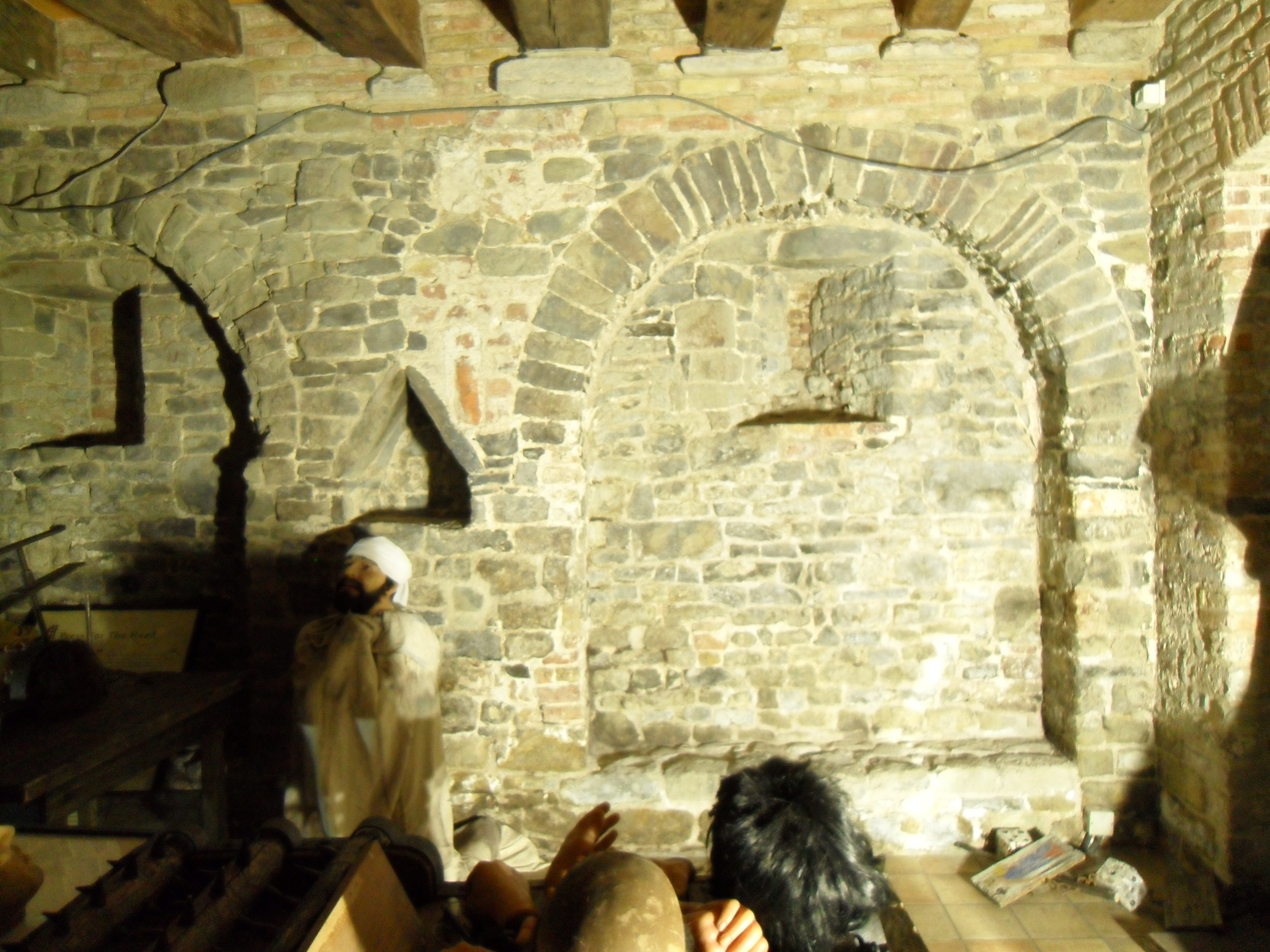
Im Oude Steen

Das Foltermuseum Oude Steen ist ein Museum über Foltermethoden im Mittelalter und der frühen Neuzeit in der Wollestraat 29 in Brügge, Belgien. Es befindet sich in den Gewölben des Oude Steen, eines ehemaligen Gefängnisses in Brügge. Es wurde 2015 eröffnet. Zu den Exponaten gehören Foltergeräte und Gemälde.